# ایشتوان سلئی
ایشتوان سِلِئی (مجاری: István Szelei؛ زادهٔ ۷ دسامبر ۱۹۶۰) ورزشکار شمشیربازی اهل مجارستان است.
وی در مسابقات کشوری و بین‌المللی در مجموع برندهٔ ۱ مدال برنز شده‌است.